# Crescente

Dois círculos que constroem da figura geométrica do crescente, destacado na cor cinza.

Bandeira do Império Otomano

Crescente é a forma geométrica produzida quando um círculo é parcialmente obturado por um outro círculo, daí resultando dois arcos, de diferentes raios, que se interceptam em dois pontos.

## Simbolismo
O crescente com a estrela, atualmente considerado como um símbolo muçulmano, foi, por muito tempo, utilizado na Ásia Menor e pelos antigos turcos, antes do advento do Islã. Pesquisas arqueológicas mostraram que os goturcos utilizavam o crescente e a estrela como símbolo em suas moedas cerca de 1 500 anos atrás.
O crescente é um dos mais velhos símbolos da Humanidade. Com o sol, aparece na Acádia, por volta de  2300 a.C.. A partir do segundo milênio a.C., era o símbolo da Mesopotâmia e do Crescente Fértil. O crescente era bem conhecido no Oriente Médio e foi levado pelos fenícios, no século VIII, a Cartago, atual Tunísia. No século XII, foi adotado pelos turcos e, desde então, é, frequentemente, acompanhado por uma estrela, conforme referido na sura 53 do Corão. Desde então, tornou-se o principal símbolo do Islã.
A despeito de origens diversas, países islâmicos ou não (como Paquistão, Tunísia, Turquia, Nepal, Singapura), assim como organizações humanitárias (como Movimento Internacional da Cruz Vermelha e do Crescente Vermelho e Organização para a Cooperação Islâmica), usam esse símbolo em suas bandeiras ou logotipos.